# Квантовое облако
«Квантовое облако» (англ. Quantum Cloud) — скульптура британского скульптора Энтони Гормли, расположенная на полуострове Гринвич в Лондоне рядом с Куполом тысячелетия. Скульптура достигает 30 м в высоту и является самой высокой работой Гормли, будучи даже выше Ангела севера. Облако сконструировано из множества четырёхгранных полутораметровых стальных профилей. Профили упорядочены при помощи компьютерной модели, созданной по алгоритму случайного блуждания. Начальной для алгоритма была задана точка на поверхности увеличенной фигуры тела Гормли, остаточные очертания которого сформированы в центре скульптуры.
Скульптура была завершена в 1999 году во время открытия Дома тысячелетия.
Идея Квантового облака пришла из комментария об алгебре, сделанного Бэзилом Хайли, квантовым физиком (коллегой Дэвида Бома на протяжении долгого времени), в котором он сказал, что «алгебра — это отношение отношений». Комментарий был сделан в ходе беседы между Гормли, Хайли и писателем Дэвидом Питом в 1999 году на лондонской встрече художников и учёных, организованной Питом.